# Politikens filmjournal 094
|  | Denne artikel er oprettet af botten Steenthbot ud fra en ekstern database. Den kan derfor have sproglige fejl eller mangler. Denne skabelon kan fjernes efter kontrol af indholdet. |

Politikens filmjournal 094 er en dansk dokumentarisk optagelse fra 1951.

## Handling
1) Frederiksberg fejrer sin 300-års fødselsdag. Dronning Alexandrine modtages af pastor Nøjgaard og borgmester Arne Stæhr Johansen. Kong Frederik IX og dronning Ingrid modtages. Indenrigsminister Aksel Møller ønsker tillykke på Rådhuset. Overborgmester H.P. Sørensen. overrækker en gave. Historisk optog.

2) Præsidentvalg i Østrig. Filmskuespilleren Theo Lingen stemmer.

3) Ti-dagesløbet i Forum slutter.

4) Lottestævne på Gavnø. Dronning Ingrid hilser på general Gørtz, viceadmiral Vedel og lottechefen Inger Schlederman. Lotterne demonstrerer bl.a. samaritter-tjeneste og jiu-jitsu.

5) Unge piger løber "pandekageløb" i Holbæk.

6) Italien: Brandopvisning ved de internationale gymnastikkonkurrencer i Firenze. Til sidst er der vandpolokamp med brandslanger.

7) Tyskland: Fodboldkamp i Nürnberg mellem FC Nürnberg og Tennis Borussia Berlin.

## Medvirkende
- Theo Lingen
- Dronning Ingrid
- Kong Frederik IX
- Dronning Alexandrine